# Pedro Vicuña
Pedro Ignacio Vicuña Navarro (más conocido como Pedro Vicuña, en griego: Πέδρο Βικούνια; Santiago, Chile; 24 de diciembre de 1956) es un actor, poeta, director teatral y político chileno.

## Biografía
Es el séptimo hijo del poeta José Miguel Vicuña Lagarrigue y la escritora Eliana Navarro Barahona, y nieto del abogado, escritor y político Carlos Vicuña Fuentes.
Cursó sus estudios de actuación en el Teatro Nacional de Atenas, Grecia, donde residió desde los años 1970 hasta mediados de la década de 1980. Trabajó en el Organismo Teatral de Chipre (Θεατρικός Οργανισμός Κυπρου) entre 1979 y 1981. Debutó en el género de las teleseries, en Chile, en la década de 1990, participando en su mayoría, en producciones de Canal 13. Su último trabajo en televisión fue la teleserie Eres mi tesoro de Mega.
Incursionó en la política cuando se desempeñó como concejal de la comuna de Providencia en representación del Partido Socialista de Chile.

## Filmografía

### Telenovelas
| Año  | Teleserie             | Personaje             | Papel      | Canal       |
| ---- | --------------------- | --------------------- | ---------- | ----------- |
| 1995 | El amor está de moda  | Samuel                | Secundario | Canal 13    |
| 1997 | Eclipse de Luna       | José Quiroz           | Secundario | Canal 13    |
| 1998 | Amándote              | Giuseppe Trosciani    | Secundario | Canal 13    |
| 2000 | Sabor a ti            | Juan Solano           | Secundario | Canal 13    |
| 2009 | Sin anestesia         | Servando Díaz         | Secundario | Chilevisión |
| 2013 | Secretos en el jardín | Darío Cáceres         | Secundario | Canal 13    |
| 2015 | Eres mi tesoro        | Pedro "Tigre" Pizarro | Secundario | Mega        |

#### Otras participaciones
| Año  | Teleserie                | Personaje               | Papel                  | Canal       |
| ---- | ------------------------ | ----------------------- | ---------------------- | ----------- |
| 1986 | La Villa                 | matón de Carlos Vernier | Participación especial | TVN         |
| 1991 | Ellas por Ellas          | Gonzalo "Lalo"          | Participación especial | Canal 13    |
| 1994 | Champaña                 | Vampiro en el bar       | Participación especial | Canal 13    |
| 1996 | Marrón Glacé, el regreso | Fuenzalida              | Participación especial | Canal 13    |
| 2002 | El circo de las Montini  | Roberto                 | Participación especial | TVN         |
| 2003 | Machos                   | Carlos Garrido          | Participación especial | Canal 13    |
| 2010 | Mujeres de lujo          | Dr. Miguel Barrera      | Participación especial | Chilevisión |
| 2012 | Reserva de familia       | Iván Serrano            | Participación especial | TVN         |
| 2019 | Juegos de poder          | José Toro               | Participación especial | Mega        |

### Series y unitarios
| Año       | Serie                                | Personaje                    | Canal       |
| --------- | ------------------------------------ | ---------------------------- | ----------- |
| 1998      | Los Cárcamo                          | Cliente n.º 2 de Juan Carlos | Canal 13    |
| 2002      | Más que amigos                       | Padre de Andrea              | Canal 13    |
| 2002-2004 | La vida es una lotería               | Acevedo / Goyo               | TVN         |
| 2002-2006 | El día menos pensado                 | Varios personajes            | TVN         |
| 2005      | Loco por ti                          | Cajero                       | TVN         |
| 2005-2006 | Tiempo final: en tiempo real         | Varios personajes            | TVN         |
| 2006      | JPT: Justicia para todos             |                              | TVN         |
| 2007      | Héroes                               | Luis de la Cruz              | Canal 13    |
| 2008      | Paz                                  | Sargento Urrutia             | TVN         |
| 2008      | Litoral                              | Policarpo Parada             | TVN         |
| 2011      | 12 días que estremecieron a Chile    | Abogado Vicana               | Chilevisión |
| 2012      | El diario secreto de una profesional |                              | TVN         |

## Obra literaria

### Poesía
- Fataj. Atenas, Grecia. 1979
- Estatuto del Amor. Nicosia, Chipre. 1980
- Περιξ των Τειχών (Alrededor de los Muros). Nicosia, Chipre. 1981
- Notas de Viaje. Santiago, Chile. 1988
- Fragmenta Memoriae. Santiago, Chile. 1995
- Famagusta. Santiago, Chile. 2000
- Bitácora del Otro Mar. Santiago, Chile. 2011
- Diario del Retorno. (Edición limitada) Santiago, Chile. 2020

### Teatro
- Los Jerarcas (2001)
- Que me Vengan a Buscar (2001)[2]
- María Versus Callas (2012)[3]

### Traducciones
- Georgios Seferis, Antología Poética. Colección Visor de Poesía, Madrid, España. 1988
- Antología del Cuento Griego. (junto a otros traductores) Centro de Estudios Bizantinos y Neohelénicos de la Universidad de Chile. 1988
- Las Suplicantes, Eurípides. Introducción, traducción y notas. Hueders, Santiago de Chile. 2013.
- Odysseas Elytis, Antología Inicial. Selección, introducción y notas. Tajamar Editores, Santiago de Chile. 2016
- Yannis Ritsos, La Casa Muerta. Lom Ediciones, Colección Libros del Ciudadano, Santiago de Chile. 2016.

## Reconocimientos
- Premio Mejor Actor de Largometraje por Amnesia de Gonzalo Justitniano. Festival de Cine Latino, Gramado, Brasil. 1995.
- Premio Alerce de Poesía de la Sociedad de Escritores de Chile, por Famagusta. Santiago de Chile. 1999.
- Premio Altazor Mejor Actor de Teatro, Obra Titus Andronicus, personaje: Marcus Andrónicus. 2003
- Premio Belerofonte de la Fundación Gabriel y Mary Mustakis por la contribución a la difusión de la Cultura Griega y sus aportes al arte. Santiago de Chile. 2006
- En abril de 2024 recibe la Condecoración de la Orden del Fénix de la República de Grecia por su contribución a la difusión de la cultura griega